# Haplocochlias swifti
Haplocochlias swifti is een slakkensoort uit de familie van de Skeneidae. De wetenschappelijke naam van de soort is voor het eerst geldig gepubliceerd in 1913 door Vanatta.